# 科馬諾 (提契諾州)

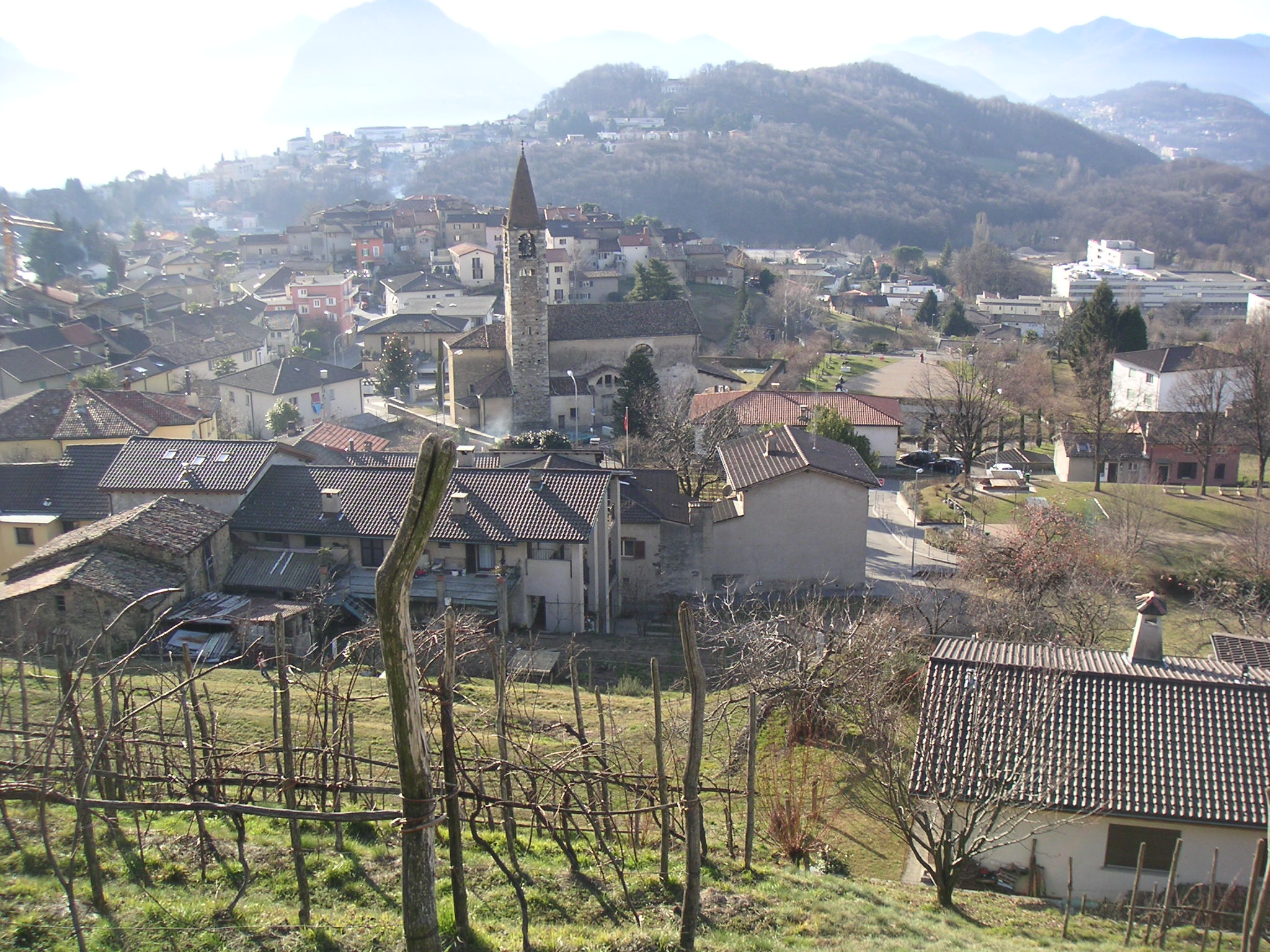

科馬諾是瑞士的城鎮，位於該國南部，由提契諾州負責管轄，面積2.06平方公里，海拔高度511米，2011年人口2,000，七成半人口信奉羅馬天主教，人口密度每平方公里971人。